# Logistikbrigade 2
Die Logistikbrigade 2 war eine der Logistikbrigaden des Heeres der Bundeswehr mit Stabssitz in Germersheim.

## Geschichte

### Vorgeschichte
Nach Ende des Ost-West Konflikts wurde die Struktur der Logistiktruppen zur Einnahme der Heeresstruktur V bzw. V (N) geändert. Ein Großteil der Nachschub- und Instandsetzungstruppe im westdeutschen Feld- und Territorialheer war bisher auf oberster Ebene in Nachschub-, Instandsetzungs- und Versorgungskommandos gegliedert. Die westdeutschen Korps führten als Korpstruppen die Nachschub- und Instandsetzungskommandos. Analog führten die Territorialkommandos ebenfalls mindestens ein direkt unterstelltes Versorgungskommando, die jeweils Instandsetzung und Nachschub in einem Verband vereinten.
In der neuen Struktur wurde die Masse der oben aufgezählten Truppenteile der Logistik des Feld- und Territorialheers – soweit diese nicht außer Dienst gestellt wurden – in neu aufgestellten Logistikbrigaden zusammengefasst. Nach ähnlichem Prinzip erfolgte die Aufstellung der Sanitätsbrigaden und Führungsunterstützungsbrigaden bei den Korps. Diese fusionierten Großverbände neuen Typs vereinten Truppenteile und Aufgaben des bisherigen Feld- und Territorialheeres. Erst im Verteidigungsfall wären die Verbände voraussichtlich wieder getrennt worden. Vorgesehen war, jedem der drei geplanten Korps/Territorialkommandos jeweils eine Logistikbrigade zu unterstellen. Entsprechend erfolgte die Nummerierung der neu aufzustellenden Logistikbrigaden:
- Logistikbrigade 1 für das geplante I. Korps/Territorialkommando Nord
- Logistikbrigade 2 für das geplante II. Korps/Territorialkommando Süd
- Logistikbrigade 4 für das nach der Wiedervereinigung in Ostdeutschland neu aufgestellte IV. Korps/Territorialkommando Ost, das zunächst als Korps/Territorialkommando Ost bezeichnet wurde. Entsprechend wurde die Logistikbrigade 4 zunächst als Logistikbrigade Ost bezeichnet.[A 1]

Letztlich kam es nicht zu der Aufstellung der fusionierten Korps/Territorialkommandos in Westdeutschland. An der Aufstellung der Logistikbrigaden bei den Korps bzw. beim Korps/Territorialkommando Ost hielt man jedoch fest.

### Aufstellung
Die Logistikbrigade 2 wurde 1994 in Germersheim beim II. Korps aufgestellt. Zur Aufstellung wurden einige der Truppenteile, Teile des Personal und Materials der etwa zeitgleich aufgelösten süddeutschen Logistikverbände Nachschubkommando 2, Nachschubkommando 3, Instandsetzungskommando 2, Instandsetzungskommando 3 und der Versorgungskommandos 850 und 860 herangezogen. Der Stab des Versorgungskommandos 860 lag ebenfalls in Germersheim (VersKdo 850 lag in Diez). Die Logistikbrigade 2 wechselte bis 1996 zum Heeresunterstützungskommando.

### Auflösung
Ende 2002 wurde zur Vorbereitung der Außerdienststellung die Logistikbrigade 2 dem Wehrbereichskommando IV der Streitkräftebasis unterstellt. Die Logistikbrigade 2 wurde bis 2003 aufgelöst. Teile wurden zur Aufstellung der Logistikbrigade 200 verwendet, die im Heer auf oberster Ebene einige der Logistikaufgaben im Bereich Süddeutschland von der Logistikbrigade 2 übernahm.

## Kommandeure
- 1994–1997: Peter Kuhn
- 1997–2000: Günter Schwarz
- 2001–2003: Hans-Joachim Fischer

## Verbandsabzeichen

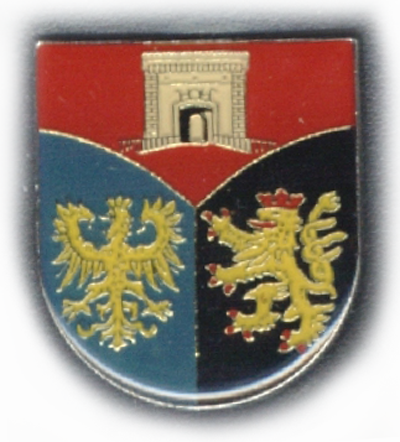
Internes Verbandsabzeichen des Stabes/Stabskompanie

Die Logistikbrigade führte anders als die meisten anderen Brigaden des Heeres kein eigenes Verbandsabzeichen. Die Soldaten trugen daher das Verbandsabzeichen des übergeordneten Großverbandes.
Als „Abzeichen“ wurde daher unpräzise manchmal das interne Verbandsabzeichen des Stabes und der Stabskompanie „pars pro toto“ für die gesamte Logistikbrigade genutzt. Es zeigte einen Pfälzer Löwen wie im Landeswappen von Rheinland-Pfalz, das Ludwigstor der Festung Germersheim, sowie einen goldenen Adler ähnlich wie im Germersheimer Stadtwappen.